# Knights of Sidonia
Knights of Sidonia (シドニアの騎士?, Shidonia no kishi) è un manga di Tsutomu Nihei, serializzato su Afternoon di Kōdansha dal 25 aprile 2009 al 25 settembre 2015. È stato pubblicato in Italia da Planet Manga dal 22 ottobre 2011 al 28 aprile 2016.
Un adattamento anime, prodotto da Polygon Pictures è andato in onda in Giappone da 11 aprile 2014 a 27 giugno 2014, per un totale di dodici episodi. Una seconda stagione, intitolata Knights of Sidonia: Battle for Planet Nine, è andata in onda nel 2015. 

## Trama
Il racconto segue le vicende di alcuni esseri umani che lottano per sopravvivere contro dei giganteschi alieni mutaforma chiamati Gauna.
Migliaia di anni dopo la distruzione della Terra a causa dell'attacco dei Gauna, gli esseri umani fuggiti nello spazio a bordo di astronavi arca sono alla ricerca di risorse e nuovi pianeti abitabili.  La lotta con i Gauna continua tramite la costruzione di armi meccaniche chiamate Guardians (Difensori nella versione Italiana), unica barriera difensiva contro gli alieni.
La gran parte dei sopravvissuti della razza umana viene addestrata fin da giovane per diventare pilota ed essere in grado di fronteggiare svariate minacce a bordo dei Guardians. La storia si incentra su una delle navi, la Sidonia, a bordo della quale nel corso degli anni si è sviluppata una specifica cultura basata sulla clonazione umana,la riproduzione asessuata e l'ingegneria genetica, portando alla creazione di ibridi umano/animali e uomini geneticamente predisposti all'auto sintesi delle sostanze nutritive.
Il protagonista è Nagate Tanikaze, che fin dalla nascita ha vissuto nei sotterranei della Sidonia. Non avendo mai avuto rapporti con altri esseri umani al di fuori del nonno Saitou Hiroki, si addestra ogni giorno in solitudine come pilota dei Guardians tramite dei vecchi simulatori in disuso.
Nel corso degli eventi viene a contatto con la superficie, inserito forzosamente in società, e tramite raccomandazione di alcune figure nascoste nell'ombra, nelle file dei giovani piloti in addestramento. 
Dimostra fin da subito grandi capacità, e in breve si scopre che Tanikaze è un clone geneticamente modificato di Saitou Hiroki, il migliore pilota e combattente contro i Gauna, ricordato come una leggenda. Quest'ultimo, a differenza degli altri comandanti della Sidonia, si rifiutò di utilizzare dei particolari farmaci per ottenere l'immortalità, scegliendo di invecchiare come i vecchi umani che abitavano sulla Terra. In seguito alla decisione di Saitou, le alte sfere della Sidonia decisero comunque di preservare il suo DNA nell'eventualità di nuovi attacchi dei Gauna, per poter disporre di un nuovo pilota con le sue stesse capacità. Gli scienziati crearono così un suo clone ma geneticamente modificato e che esso sarebbe stato già biologicamente immortale. Saitou Hiroki venendone a conoscenza, non volle permettere che il bambino, che considerava come figlio suo, crescesse e restasse chiuso in un laboratorio come una cavia, disprezzando quanto i capi della Sidonia tenessero in così poco conto la vita umana. Facendo irruzione, prese Tanikaze ancora infante, fuggendo infine nelle profondità dimenticate della Sidonia per crescerlo al sicuro e insegnargli tutto ciò che sapeva.

## Media

### Manga
Il manga, scritto e disegnato da Tsutomu Nihei, è stato serializzato dal 25 aprile 2009 al 25 settembre 2015 sulla rivista Afternoon edita da Kōdansha. I vari capitoli sono stati raccolti in quindici volumi tankōbon pubblicati dal 23 settembre 2009 al 20 novembre 2015.
In Italia la serie è stata pubblicata da Panini Comics sotto l'etichetta Planet Manga dal 22 ottobre 2011 al 28 aprile 2016.

#### Volumi
| Nº | Data di prima pubblicazione | Data di prima pubblicazione                                                 | Data di prima pubblicazione | Data di prima pubblicazione |
| Nº | Giapponese                  | Giapponese                                                                  | Italiano                    | Italiano                    |
| -- | --------------------------- | --------------------------------------------------------------------------- | --------------------------- | --------------------------- |
| 1  | 23 settembre 2009           | ISBN 978-4-06-314597-7                                                      | 22 ottobre 2011             | —                           |
| 2  | 23 febbraio 2010            | ISBN 978-4-06-310633-6                                                      | 26 novembre 2011            | —                           |
| 3  | 23 luglio 2010              | ISBN 978-4-06-310680-0                                                      | 24 dicembre 2011            | ISBN 978-88-6589-426-2      |
| 4  | 22 dicembre 2010            | ISBN 978-4-06-310716-6                                                      | 25 febbraio 2012            | ISBN 978-88-6589-518-4      |
| 5  | 23 maggio 2011              | ISBN 978-4-06-310753-1                                                      | 28 aprile 2012              | ISBN 978-88-6589-640-2      |
| 6  | 21 ottobre 2011             | ISBN 978-4-06-310783-8                                                      | 16 giugno 2012              | ISBN 978-88-6589-809-3      |
| 7  | 23 marzo 2012               | ISBN 978-4-06-387812-7                                                      | 11 agosto 2012              | ISBN 978-88-6589-983-0      |
| 8  | 23 luglio 2012              | ISBN 978-4-06-387833-2                                                      | 15 giugno 2013              | ISBN 978-88-912-5010-0      |
| 9  | 21 dicembre 2012            | ISBN 978-4-06-387853-0                                                      | 10 agosto 2013              | ISBN 978-88-912-5011-7      |
| 10 | 23 maggio 2013              | ISBN 978-4-06-387886-8                                                      | 13 dicembre 2013            | ISBN 978-88-912-5287-6      |
| 11 | 23 ottobre 2013             | ISBN 978-4-06-387928-5                                                      | 12 luglio 2014              | ISBN 978-88-912-5573-0      |
| 12 | 20 marzo 2014               | ISBN 978-4-06-387965-0                                                      | 11 ottobre 2014             | ISBN 978-88-912-5652-2      |
| 13 | 22 agosto 2014              | ISBN 978-4-06-387991-9 (ed. regolare) ISBN 978-4-06-358707-4 (ed. limitata) | 16 maggio 2015              | ISBN 978-88-912-5841-0      |
| 14 | 23 febbraio 2015            | ISBN 978-4-06-388033-5                                                      | 7 novembre 2015             | ISBN 978-88-912-6002-4      |
| 15 | 20 novembre 2015            | ISBN 978-4-06-388102-8 (ed. regolare) ISBN 978-4-063587-91-3 (ed. limitata) | 28 aprile 2016              | ISBN 978-88-912-6161-8      |

### Anime

Logo della serie anime

Un adattamento anime prodotto dallo studio Polygon Pictures, è stato trasmesso dall'11 aprile al 27 giugno 2014 su MBS e successivamente su TBS, CBC e BS-TBS. La serie è stata diretta da Kobun Shizuno, assistito da Hiroyuki Seshita, con la sceneggiatura di Sadayuki Murai e il character design di Yuki Moriyama. La serie è stata pubblicata a livello internazionale su Netflix in versione sottotitolata, anche in italiano, diventando il primo anime originale ad approdare sul servizio online, così come la prima serie anime disponibile in Dolby Vision/HDR (High Dynamic Range). La sigla d'apertura è Sidonia cantata dalla band Angela mentre quella di chiusura è Show (掌?, Tenohira) di Eri Kitamura. Una seconda stagione, intitolata Knights of Sidonia: Battle for Planet Nine, è stata trasmessa dal 10 aprile al 26 giugno 2015; in questo caso le sigle sono rispettivamente Kishi kōshinkyoku (騎士行進曲?) del gruppo Angela in apertura e Requiem degli CustomiZ in chiusura. Anche la seconda stagione è uscita su Netflix il 3 luglio 2015 in versione sottotitolata in varie lingue, compresa quella italiana. Nel 2017 venne annunciata una terza stagione in fase di sviluppo dal regista Hiroyuki Seshita. Tuttavia, nel luglio 2020 venne reso ufficiale che la terza stagione in realtà sarebbe stata sostituita da un film che avrebbe adattato il finale del manga.

#### Episodi

##### Prima stagione
| Nº | Titolo italiano Giapponese 「Kanji」 - Rōmaji | In onda        | In onda |
| Nº | Titolo italiano Giapponese 「Kanji」 - Rōmaji | Giapponese     |         |
| 1  | Prima battaglia 「初陣」 - Uijin | 10 aprile 2014 |         |
| 1  | Cresciuto in isolamento, Nagate ha sviluppato una straordinaria abilità nella guida dei difensori, allenandosi con un simulatore costruito dal nonno. Ora è tempo di misurarsi con la realtà per fronteggiare un'antica minaccia. |                |         |
| 2  | Cielo stellato 「星空」 - Hoshizora | 17 aprile 2014 |         |
| 3  | Gloria 「栄光」 - Eikō | 24 aprile 2014 |         |
| 4  | Scelta 「選択」 - Sentaku | 2 maggio 2014  |         |
| 5  | Alla deriva 「漂流」 - Hyōryū | 9 maggio 2014  |         |
| 6  | Saluto 「敬礼」 - Keirei | 16 maggio 2014 |         |
| 7  | Risolutezza 「覚悟」 - Kakugo | 23 maggio 2014 |         |
| 8  | Non morti 「不死」 - Fushi | 30 maggio 2014 |         |
| 9  | Sguardo 「眼差」 - Manazashi | 6 giugno 2014  |         |
| 10 | Determinazione 「決意」 - Ketsui | 13 giugno 2014 |         |
| 11 | Collisione 「衝突」 - Shōtosu | 20 giugno 2014 |         |
| 12 | Rientro 「帰艦」 - Kikan | 27 giugno 2014 |         |

##### Seconda stagione
| Nº | Titolo italiano Giapponese 「Kanji」 - Rōmaji | In onda        | In onda |
| Nº | Titolo italiano Giapponese 「Kanji」 - Rōmaji | Giapponese     |         |
| 1  | Conflitto 「葛藤」 - Kattō                    | 10 aprile 2015 |         |
| 2  | Abilità 「能力」 - Nōryoku                    | 17 aprile 2015 |         |
| 3  | Rotta 「針路」 - Shinro                       | 24 aprile 2015 |         |
| 4  | Rabbia 「激昂」 - Gekikō                      | 1º maggio 2015 |         |
| 5  | Speranza 「願望」 - Ganbō                     | 8 maggio 2015  |         |
| 6  | Lancio 「起動」 - Kidō                        | 15 maggio 2015 |         |
| 7  | Rimbombo 「鳴動」 - Meidō                     | 22 maggio 2015 |         |
| 8  | Riunione 「再会」 - Saikai                    | 29 maggio 2015 |         |
| 9  | Dovere 「任務」 - Ninmu                       | 5 giugno 2015  |         |
| 10 | Entrata 「進入」 - Shinnyū                    | 12 giugno 2015 |         |
| 11 | Incontro 「邂逅」 - Kaikō                     | 19 giugno 2015 |         |
| 12 | Battaglia 「決戦」 - Kessen                   | 26 giugno 2015 |         |

### Film
Un nuovo film anime, intitolato Knights of Sidonia: Ai tsumugu hoshi è stato annunciato il 3 luglio 2020. Hiroyuki Seshita sarà il direttore principale, mentre Tadahiro Yoshihira sarà il regista del nuovo film, con lo studio Polygon Pictures che tornerà alla produzione. Sadayuki Murai e Tetsuya Yamada torneranno a scrivere la sceneggiatura, mentre Shūji Katayama comporrà la colonna sonora. Il resto dello staff e del cast torneranno a ricoprire i medesimi ruoli della serie televisiva. La pellicola, prevista originariamente per il 14 maggio 2021, è stata posticipata a causa della Pandemia di COVID-19, ed è stata rimandata al 4 giugno successivo.

## Accoglienza
Il manga è stato classificato 47º nella classifiche di vendita di Oricon il 30 ottobre 2013 con una stima di 20 934 copie vendute. Carlo Santos di Anime News Network ha dato al primo volume del manga una B affermando: "C'è un giovane che pilota un robot gigante contro nemici alieni, ma Knights of Sidonia non è Evangelion. Eppure non è così cupo o incomprensibile come le opere di Tsutomu Nihei quali Blame! o Biomega, o, piuttosto, è il meglio di entrambi i mondi, portando la mentalità di fantascienza hard di Nihei nell'ambito più convenzionale dell'avventura spaziale". La Young Adult Library Services Association ha elencato Knights of Sidonia nella sua lista delle 10 migliori graphic novel del 2014 per adolescenti.
La serie anime ha ricevuto recensioni positive, anche da membri famosi dell'industria giapponese di anime/videogiochi, come Hideo Kojima, creatore della serie Metal Gear, che afferma che "è un tipo di anime che non vedevamo da un po' con quello spirito fantascientifico. Utilizzando la tecnologia digitale coltivata attraverso i giochi, crea animazioni che racchiudono le risorse culturali del Giappone come manga, cel animation, kanji, robot giganti, ecc. Ciò che nasce è un'opera unica made in Japan che non potrebbe mai essere preparata a Hollywood. La cultura giapponese ha perso il suo "stile" e Knights of Sidonia sarà il cavaliere bianco che la salverà". Anche altri professionisti del settore hanno lasciato riconoscimenti, tra cui Akiko Higashimura, Digitarou e Yoshinao Dao.